# 앨런 코맥
앨런 맥러드 코맥(영어: Allan McLeod Cormack, 1924년 2월 23일 ~ 1998년 5월 7일)은 남아프리카 연방 요하네스버그 출신의 미국의 물리학자이다. 1979년에 X선 컴퓨터 단층촬영술의 이론적 기초를 정립한 공로로 고드프리 하운스필드와 함께 노벨 생리학·의학상을 수상했다.

## 수상 경력
- 1979년 : 노벨 생리학·의학상
- 1990년 : 미국 국가 과학상